# Kopidlo
Kopidlo település Csehországban, a Észak-plzeňi járásban. Kopidlo Výrov, Kozojedy, Plasy és Kočín településekkel határos. Lakosainak száma 144 fő (2024. január 1.).

## Népesség
A település lakosságának változását az alábbi diagram mutatja:
| Lakosok száma | 356  | 302  | 377  | 208  | 177  | 126  | 138  | 146  | 140  | 144  |
|               | 1869 | 1900 | 1921 | 1961 | 1980 | 2011 | 2016 | 2019 | 2021 | 2024 |